# IC 1868
IC 1868 ist eine Linsenförmige Galaxie vom Hubble-Typ S0 im Sternbild Walfisch südlich des Himmelsäquators. Sie ist schätzungsweise 355 Millionen Lichtjahre von der Milchstraße entfernt und hat einen Scheibendurchmesser von etwa 40.000 Lichtjahren.

Im selben Himmelsareal befinden sich u. a. die Galaxien IC 1863, IC 1865, IC 1867.
Das Objekt wurde am 29. Januar 1897 von Stéphane Javelle entdeckt.